# 航翼聯盟
航翼聯盟（Wings Alliance）是一個由美國的西北航空、美國大陸航空、荷蘭的荷蘭皇家航空、以及義大利的義大利航空所組成的一個准航空聯盟。雖然這幾家航空公司在代碼共享及飛行常客計畫上有相當緊密的合作，但是卻從來沒有真正對外宣布結盟過。這樣的准聯盟關係一直持續到2004年9月，上列的航空公司均加入了天合聯盟（美國大陸航空已於2009年10月改投星空聯盟，2012年3月併入美國聯合航空）。自此之後，「航翼聯盟」一詞便不再具有意義。
西北航空和荷兰航空早在1989年就开始合作，但是成立于1997年由美國聯合航空和汉莎航空成立星空联盟的组织形式，代表了航线运营市场的一个新方向。乘客可以通过调整成员承运者的时刻表获得无缝旅程，同时以喜欢的方式获得并且兑换常规旅客旅程数，并且可以享受彼此成员的贵宾候机室及精选优惠航程。在1998年12月，美国航空、英国航空联合其他航空公司宣布成立相应的联盟，寰宇一家。
没有加盟的航空公司也相应的组成了自己的航空联盟。瑞士航空和比利时航空组建了享飞联盟，法国航空和达美航空宣布成为合作伙伴关系，並演變成今日的天合联盟。于1998年与大陆航空合作的西北航空和荷兰航空并没有立即重新调整他们三方彼此关系；尽管行业分析人士普遍认为这个行动会在1999年开始。确实在那年的春季，代表各自航空公司飞行员的劳工组织就已经联合进行了劳资谈判。在1999年11月1日，荷兰航空将其货运业务与意大利航空合并，并且联同西北航空将其合作伙伴关系扩大至意大利航空。12月，大陆航空接受意大利航空成为其伙伴，将联盟的初始会员发展成4名。其他表示有兴趣加入联盟的航空公司包括了马来西亚航空、欧罗巴航空與匈牙利航空。